# Anna Lapwood

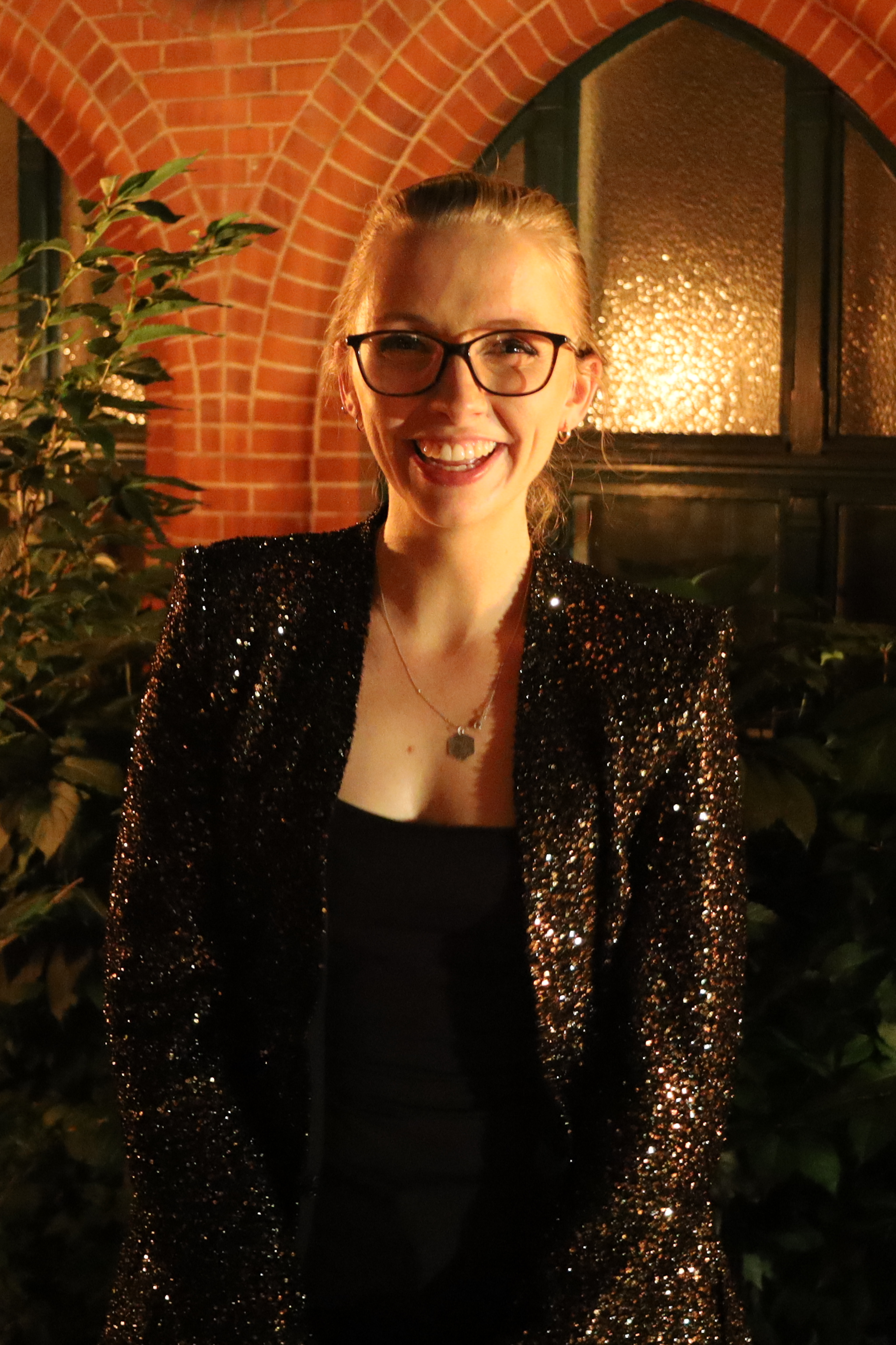
Anna Lapwood (2024)

Anna Lapwood, MBE (* 28. Juli 1995 in High Wycombe) ist eine britische Organistin, Sängerin und Chorleiterin sowie Fernseh- und Radiomoderatorin. Von 2016 bis 2025 war sie Director of Music des Pembroke College in Cambridge.

## Leben und Arbeit
Lapwood besuchte die Oxford High School und studierte am Magdalen College in Oxford. Als erste Frau in der Geschichte des Colleges erhielt sie dort ein Orgelstipendium. Von 2016 bis 2025 war sie Director of Music des Pembroke College in Cambridge und damit die bisher jüngste Person in diesem Amt an einem Oxbridge-College. Neben der Orgel spielt sie unter anderem auch Klavier, Geige und Harfe.
2013 war Lapwood eine von 17 Sängerinnen und Sängern in Gareth Malones Voices-Projekt. 2018 gründete sie den Pembroke College Girls’ Choir für Mädchen zwischen 11 und 18 Jahren. 2019 eröffnete sie in der Royal Festival Hall die Verleihung der BAFTA-Awards an der Orgel. 2021 trat sie mit Camille Saint-Saëns’ Orgelsinfonie bei den BBC Proms auf. 2022 wurde sie Artist in Association bei den BBC Singers, mit denen sie bereits zuvor mehrfach zusammengearbeitet hatte. 2023 unterzeichnete sie einen Vertrag mit Sony Classical.
Bei dem BBC-Regionalradiosender Radio Cambridgeshire moderierte Lapwood bis 2020 eine wöchentliche Livesendung über klassische Musik. 2020 moderierte sie in der BBC den Musikwettbewerb BBC Young Musician. Sie tritt regelmäßig als Moderatorin bei BBC Radio 3 und BBC Radio 4 auf.
Lapwood betreibt unter dem Alias @annalapwoodorgan einen erfolgreichen TikTok-Kanal mit einer Million Followern, auf dem sie überwiegend Ausschnitte aus ihrer musikalischen Arbeit, aber auch Videos aus ihrem Alltag veröffentlicht. 2022 wurde sie über die sozialen Netzwerke einem breiteren Publikum bekannt, als sie in der Royal Albert Hall spontan den Elektro-Musiker Bonobo mit seinem Song Otomo an der Orgel begleitete. Das Video hierzu wurde allein auf TikTok millionenfach angesehen.
Einen außergewöhnlich großen Andrang gab es bei ihrem Auftritt im Kölner Dom am 15. Juli 2025, bei dem über 10.000 Interessierte sich in einer kilometerlangen Warteschlange vor dem Dom versammelten. Da der Dom nur für etwa 3800 Zuhörer Platz bot, wurde das Konzert am selben Abend zweimal in gekürzter Form durchgeführt.

## Engagement
Anna Lapwood kritisiert den geringen Frauenanteil in der Orgelmusik. Sie möchte Mädchen und jungen Frauen als Vorbild dienen und ihnen zeigen, dass auch sie Orgel spielen können. Hierfür veranstaltet sie unter anderem regelmäßig die Cambridge Organ Experience for Girls und rief den Hashtag #playlikeagirl ins Leben. Der Hashtag geht auf ein Orgelvorspiel zurück, bei dem sie von einem Juror aufgefordert wurde, „mehr wie ein Mann“ zu spielen.

“I feel there’s a responsibility to help provide the opportunity for young girls to realise they could be an organist too. I think the reason they don’t take it up is because they don’t even think about it. They don’t see visible female role models playing the organ. It tends to be seen as either something for a certain kind of man or a little old lady, and that’s not something a little girl is going to aspire to be.”

„Ich fühle mich dafür verantwortlich, jungen Mädchen die Möglichkeit zu geben, zu erkennen, dass sie auch Organistin werden können. Ich glaube, der Grund dafür, dass sie es nicht tun, ist, dass sie nicht einmal darüber nachdenken. Sie sehen keine sichtbaren weiblichen Vorbilder, die Orgel spielen. Es wird eher als etwas für einen bestimmten Typ Mann oder eine kleine alte Dame angesehen, und das ist nichts, was ein kleines Mädchen anstreben würde.“

Ein zusätzlicher Faktor sei, dass staatliche Schulen häufig nicht über Orgeln verfügten, sodass Kinder Orgeln als Instrument schlicht nicht wahrnähmen  – anders als an Privatschulen, an denen Kapellen mit Orgeln einen großen Teil des Schullebens einnähmen. Außerdem seien Orgeln meist für hochgewachsene Menschen gebaut, was jungen Menschen das Orgelspiel erschwere. Daher setze sie sich gemeinsam mit der Society of Women Organists für höhenverstellbare Orgelbänke ein.

## Auszeichnungen und Ehrungen
- 2020: Gillard Award in Silber in der Kategorie „Newcomer of the Year“[18]
- 2020: Bye-Fellow des Pembroke College Cambridge[19]
- 2022: Associate Artist der Royal Albert Hall[20]
- 2022: Botschafterin des Cathedral Music Trust[21]
- 2023: Gamechanger-Preis der Royal Philharmonic Society[22]
- 2023: Associate Honour der Royal Academy of Music[23]
- 2023: Member of the Order of the British Empire
- 2024: Opus Klassik in der Kategorie Solistische Einspielung Instrument des Jahres.[24]

## Diskografie
- 2020: All Things Are Quite Silent (gemeinsam mit The Choirs of Pembroke College, Cambridge)
- 2021: Images
- 2022: Celestial Dawn
- 2022: A Pembroke Christmas (gemeinsam mit The Choirs of Pembroke College, Cambridge)
- 2023: Midnight Sessions at the Royal Albert Hall
- 2023: Luna
- 2025: Firedove